# Arthur Nebe
Arthur Nebe, född den 13 november 1894 i Berlin, död den 2 mars eller den 4 mars 1945 i Plötzensee, Berlin, var en tysk nazistisk politiker, SS-Gruppenführer och chef för Kriminalpolizei (Kripo) 1937–1944.
Under andra världskriget var Nebe befälhavare för Einsatzgruppe B, en av fyra mobila insatsgrupper som begick massmord på bland annat judar, romer och bolsjevikiska partikommissarier i Sovjetunionen och Baltikum. Efter attentatet mot Adolf Hitler i juli 1944 avslöjades Nebe som en av de sammansvurna och dömdes till döden.

## Biografi
Nebe stred i första världskriget inom pionjärtrupperna och var därefter medlem i en frikår. År 1924 gifte han sig med Elise Schaeffer (född 1892). Paret fick dottern Gisela (född 1926).
Nebe inträdde i Nationalsocialistiska tyska arbetarepartiet (NSDAP) och Sturmabteilung (SA) år 1931. Samma år blev han stödjande medlem i Schutzstaffel (Förderndes Mitglied der SS). I december 1936 flyttade han över från SA till SS, i vilket han inträdde med tjänstegraden Sturmbannführer. Året därpå, 1937, utsågs Nebe till chef för Kriminalpolizei (Kripo). Under Nebes ledning klarade Kripo upp Bürgerbräuattentatet mot Adolf Hitler, förövat i november 1939 av Johann Georg Elser.
I inledningsfasen av Aktion T4, Tredje rikets eutanasiprogram, gav Viktor Brack Nebe i uppdrag att utveckla en avrättningsmetod genom giftig gas. Nebe delegerade uppdraget till Albert Widmann, som inom Reichssicherheitshauptamt (RSHA) var verksam vid avdelning V:D, Kriminaltechnisches Institut der Sicherheitspolizei, säkerhetspolisens kriminaltekniska institut.
Den 15 augusti 1941 bevittnade Reichsführer-SS Heinrich Himmler en massarkebusering i Minsk. Skakad av upplevelsen beordrade han Nebe att utveckla en annan mera effektiv avrättningsmetod. Himmler var orolig för SS-männens mentala hälsa. Månaden därpå ledde Nebe ett experiment med sprängmedel. 25 patienter från en psykiatrisk klinik i Minsk spärrades in i en bunker. Resultatet var i Nebes ögon inte nöjaktigt då omkring hälften av offren överlevde den första sprängningen. Senare anförtrodde Nebe åt Erich von dem Bach att resultatet av experimentet hade varit fasansfullt. Kort därefter lät Nebe på ett sjukhus i Mahiljoŭ bygga om ett laboratorierum till en provisorisk gaskammare. En grupp på 20–30 intagna fördes in i kammaren och bilavgaser leddes in i den genom en rörledning. Experimentet gav inte önskad effekt och man använde då avgaserna från en lastbil samt anslöt ytterligare en rörledning. Nebe och Widmann ansåg att gas som metod var att föredra när det gällde mord i större skala.

### Operation Barbarossa
I gryningen den 22 juni 1941 anföll Tyskland sin tidigare bundsförvant Sovjetunionen och inledde den omfattande Operation Barbarossa. Enligt Tysklands Führer Adolf Hitler innebar kriget mot Sovjetunionen ett ideologiskt förintelsekrig och den ”judisk-bolsjevikiska intelligentian” måste elimineras. Efter de framryckande tyska arméerna följde Einsatzgruppen, mobila insatsgrupper. Chefen för Reichssicherheitshauptamt, Reinhard Heydrich, gav insatsgrupperna i uppdrag att mörda judar, romer, partisaner, politiska kommissarier (så kallade politruker) och andra personer som ansågs hota Tredje rikets säkerhet. Beträffande insatsgruppernas massmord på judar mördades initialt endast män, men i augusti 1941 gav Heinrich Himmler order om att massmordet även skulle inbegripa kvinnor och barn. Mellan juni och december 1941 mördades mellan 500 000 och 800 000 judiska män, kvinnor och barn.
Nebe utnämndes i juni 1941 till befälhavare för Einsatzgruppe B, som följde Armégrupp Mitte under befäl av generalfältmarskalk Fedor von Bock. Insatsgruppen opererade i bland annat Białystok, Slonim, Novogrodek, Minsk och Barysaŭ med Sonderkommando 7a, 7b och 7c samt Einsatzkommando 8 och 9. Under Nebes befäl mellan juni och oktober 1941 mördade Einsatzgruppe B drygt 45 000 personer. Nebe lät den 22 juli 1941 meddela: ”I Minsk finns det inte längre någon judisk intelligentia.” (”In Minsk gibt es keine jüdische Intelligenz mehr.”) Nebe stod även bakom idén med gasvagnar.
Den 25 mars 1944 rymde 76 allierade flygofficerare från det av Luftwaffe administrerade krigsfångelägret Stalag Luft III, beläget i närheten av Sagan i Nedre Schlesien. Av de 76 officerarna infångades 73. Som vedergällning för flykten beordrade Hitler Heinrich Himmler att låta avrätta 50 av de infångade. Ordern förmedlades av Heinrich Müller till Nebe.

### Avrättning
Den 20 juli 1944 förövades ett attentat mot Hitler i hans högkvarter Wolfsschanze. Flera personer omkom, men Hitler klarade sig. Nebe, som hade haft kontakt med motståndsmännen Hans von Dohnanyi och Hans Oster, gick under jorden, men angavs i januari 1945. Han ställdes inför Folkdomstolen, dömdes till döden och avrättades genom hängning.

## Karriär
- Kriminalkommissar: 1 juli 1923
- Kriminalrat: 1 april 1933
- Regierungs- und Kriminalrat: 29 augusti 1933
- Oberregierungs- und Kriminalrat: 1 april 1935
- SS-Sturmbannführer: 2 december 1936 (inträdde i SS med denna tjänstegrad)
- Reichskriminaldirektor: 15 december 1937
- SS-Obersturmbannführer: 20 april 1938
- SS-Standartenführer: 1 augusti 1938
- SS-Oberführer: 20 april 1939
- SS-Brigadeführer och generalmajor i polisen: 1 januari 1941
- SS-Gruppenführer och generallöjtnant i polisen: 9 november 1941

## Utmärkelser
Första världskriget
- Järnkorset av andra klassen
- Järnkorset av första klassen
- Såradmärket i svart

Tredje riket
- SA:s idrottsutmärkelse (SA-Sportabzeichen)
- Tilläggsspänne till Järnkorset av andra klassen
- Tilläggsspänne till Järnkorset av första klassen
- Sudetenlandmedaljen (Medaille zur Erinnerung an den 1. Okt. 1938)
- Pragspännet
- Ärekorset
- NSDAP:s tjänsteutmärkelse i brons
- Polisens tjänsteutmärkelse
- Krigsförtjänstkorset av andra klassen
- Krigsförtjänstkorset av första klassen
- SS Hederssvärd
- SS-Ehrenring (Totenkopfring)